# Mica Levi
Mica Levi (ur. 28 lutego 1987 w Surrey) – angielska piosenkarka i kompozytorka.

## Życiorys
Mica Levi urodziła się w 1987 w Anglii. Z zawodu jest piosenkarką. Wydała takie albumy jak: Jewellery i Never. W 2017 otrzymała nominację do Oscara za najlepszą muzykę za film Jackie.

## Dyskografia
- 2009: Jewellery[2]
- 2012: Never[2]
- 2023: Strefa interesów[5]

## Nagrody i nominacje
- 2013: nominacja BIFA w kategorii Najlepsze osiągnięcie techniczne za film Pod skórą (2013)[3][4]
- 2014: wygrana LAFCA w kategorii Najlepsza muzyka za film Pod skórą (2013)[3][4]
- 2014: wygrana Europejska Nagroda Filmowa dla najlepszego kompozytora za film Pod skórą (2013)[3][4]
- 2015: nominacja do Nagrody BAFTA za najlepszą muzykę za film Pod skórą (2013)[3][4]
- 2016: nominacja Critics Choice w kategorii Najlepsza ścieżka dźwiękowa za film Jackie (2016)[3][4]
- 2017: nominacja WSA w kategorii Kompozytor roku za filmy Jackie (2016), Marjorie Prime (2017)[3][4]
- 2017: nominacja do Oscara za najlepszą muzykę za film Jackie(2016)[3][4]